# Le Sapin (Andersen)
Pour les articles homonymes, voir Le Sapin.
Le Sapin (en danois : Grantræet) est un conte de fées littéraire du poète et auteur danois Hans Christian Andersen (1805-1875) publié en 1844. L'histoire parle d'un sapin si impatient de grandir, si anxieux de découvrir de plus grandes choses, qu'il n'apprécie pas l'instant présent.

## Résumé

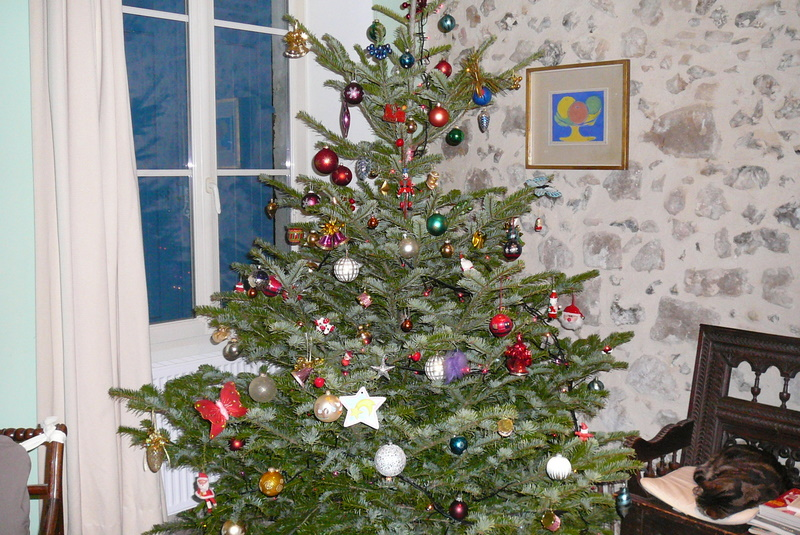
Sapin décoré pour Noël.

Dans les bois se dresse un petit sapin. Il est pressé de grandir et très embarrassé lorsqu'un lièvre saute sur lui, acte qui souligne sa petite taille. Les femmes l'appellent le bébé de la forêt et encore une fois, il est gêné et frustré. Une cigogne lui raconte avoir vu de vieux arbres être abattus puis utilisés comme mâts de navire. Comme le petit arbre les envie ! A l'automne, les arbres voisins sont abattus et les moineaux racontent au petit sapin les avoir vu décorer les maisons.
Un jour, alors qu'il était encore dans sa jeunesse, le sapin est coupé pour Noël. Il est acheté, transporté dans une maison, décoré et, la veille de Noël, illuminé de bougies, de pommes colorées, de jouets et de paniers de bonbons. Une étoile d'or surmonte l'arbre. Les enfants entrent et pillent l'arbre de ses bonbons et de ses cadeaux, puis écoutent un petit homme raconter l'histoire de 'Klumpe-Dumpe' qui est tombé en bas, et pourtant a été élevé aux grands honneurs, et a obtenu la main de la princesse.

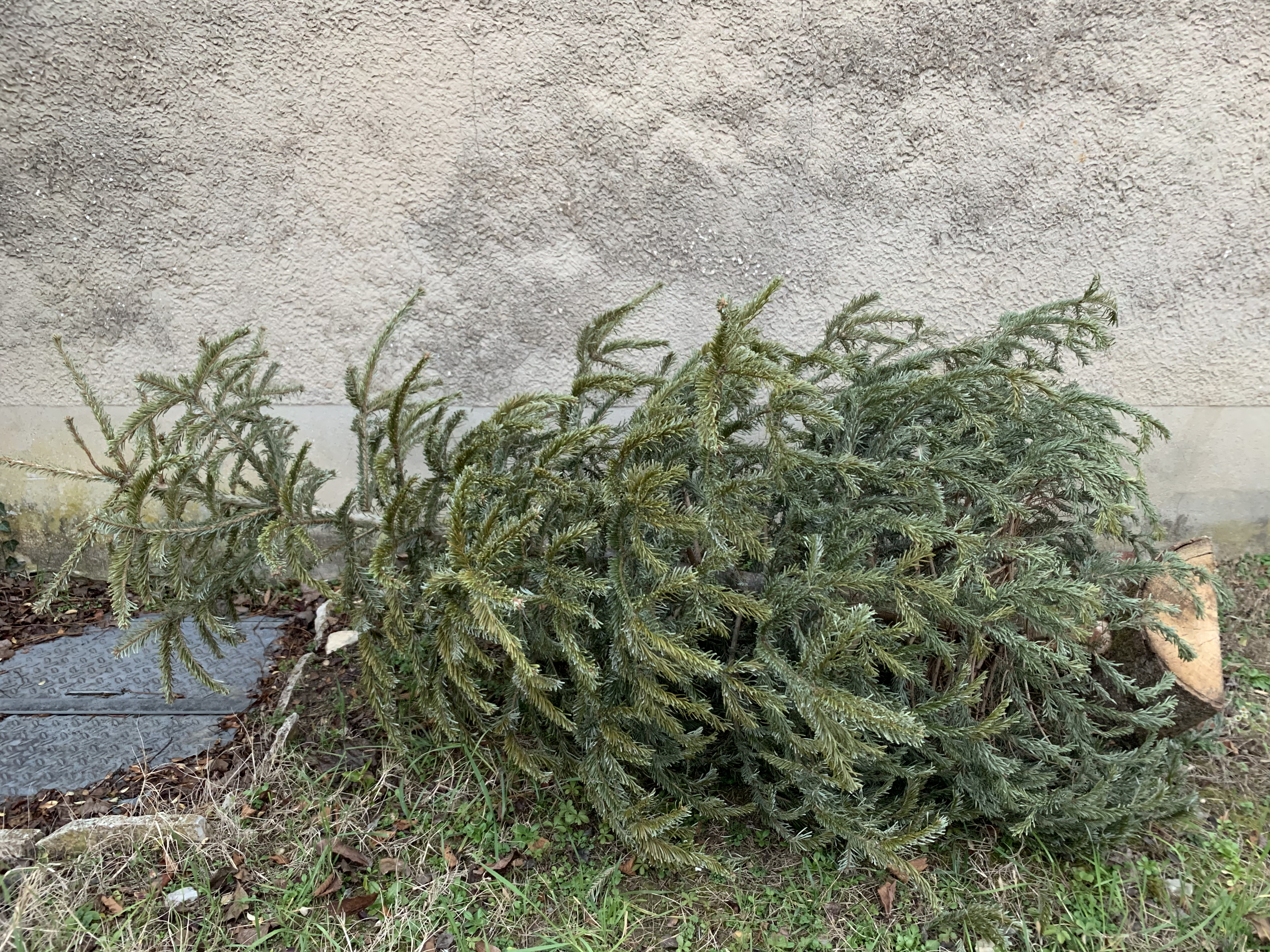
Sapin de Noël dépouillé.

Le lendemain, le sapin s'attend à ce que les festivités reprennent, mais des serviteurs descendent l'arbre et le portent dans le grenier. L'arbre est seul et déçu, mais les souris se rassemblent pour entendre l'arbre réciter l'histoire de Klumpe-Dumpe. Les rats arrivent et, lorsqu'ils déprécient l'histoire simple, les souris partent et ne reviennent pas. Au printemps, le sapin - maintenant flétri et décoloré - est transporté dans la cour. Un garçon marche sur l'arbre et prend l'étoile de sa branche la plus haute. Le sapin est ensuite coupé en morceaux et brûlé dans un âtre.

## Analyse
(février 2025).
Le contenu est difficilement compréhensible vu les erreurs de traduction, qui sont peut-être dues à l'utilisation d'un logiciel de traduction automatique.
Le biographe d'Andersen, Jackie Wullschlager, suggère que le conte dépeint un certain type psychologique (comme son auteur) qui ne peut pas être heureux sur le moment car il s'attend à une plus grande gloire au coin de la rue et est ensuite submergé par les regrets. Le sapin, comme son créateur, est « un fantasme, vaniteux, craintif, inquiet, affligé de la sensibilité tremblante du névrosé, balançant maniaque de l'espoir à la misère ». En plaçant le conte dans un cadre domestique doux et non menaçant de draperies de soie et de canapés confortables, le ton fataliste du conte a été accepté par le lecteur adulte bourgeois qui pouvait s'identifier avec le désir anxieux et le languissement illimité du sapin tragique.
Andersen avait déjà écrit des contes avec des fins malheureuses (La Petite Sirène et Le Stoïque Soldat de plomb, par exemple) mais une nouvelle note a été frappée avec Le Sapin — une note de « pessimisme profondément enraciné, suggérant non seulement l'inévitabilité du destin mais également l'inutilité de la vie elle-même, que seul le moment vaut la peine ». Pour la première fois dans ses contes de fées, Andersen exprime un doute existentiel que ses croyances religieuses ne pouvaient dissiper. Un tel doute a été évoqué à nouveau dans des contes ultérieurs tels que Tante Mal-aux-dents et Ce que racontait la vieille Jeanne. Wullschlager pense que le conte est un complément approprié au Bonhomme de neige d'Andersen de 1861.

## Édition
Le conte a été publié pour la première fois par le libraire danois Carl Andreas Reitzel (da) le 21 décembre 1844 avec La Reine des neiges, dans Nouveaux Contes, premier tome, deuxième collection, à Copenhague.
Le nom de Klumpe Dumpe (sv) a été ensuite utilisé par l'éditeur suédois Rabén & Sjögren pour publier une revue pour enfants dans les années 1950 puis une collection de livres de jeunesse. Klumpe Dumpe y est un personnage en forme d'œuf assimilé à Humpty Dumpty.